# Whangaruru
Whangaruru ist eine kleine Siedlung im Whangarei District der Region Northland auf der Nordinsel von Neuseeland.

## Namensherkunft
Whangaruru bedeutet in der Sprache der Māori so viel wie „geschützter Hafen“.

## Geographie
Die Siedlung befindet sich rund 24 km östlich von Kawakawa und rund 43 km nördlich von Whangārei am Whangaruru Harbour, einem Naturhafen mit Zugang zu Pazifischen Ozean.

## Geschichte
Das Gebiet erhielt seinen Namen nach der Tradition der Māori von Puhi, dem Häuptling des Waka Mataatua, nachdem er hier Schutz vor schlechtem Wetter fand. Die Māori der Gegend gehören zum Iwi der Ngāti Wai.

## Bildungswesen
Die Siedlung verfügt mit der Whangeruru School über eine Grundschule mit den Jahrgangsstufen 1 bis 8. Im Jahr 2017 besuchten 43 Schüler die Schule. Die Schule wurde 2005 gegründet, um die Schulen von Punaruku, Ngaiotonga Valley und Helena Bay zu ersetzen. Sie befindet sich am Ort der alten Schule von Punaruku.